# Riksdagen 1931
Riksdagen 1931 ägde rum i Stockholm.
Riksdagens kamrar sammanträdde i riksdagshuset den 10 januari 1931. Riksdagsarbetet inleddes ceremoniellt genom riksdagens högtidliga öppnande i rikssalen på Stockholms slott den 11 januari. Första kammarens talman var Axel Vennersten (Nationella partiet), andra kammarens talman var Bernhard Eriksson (S). Riksdagen avslutades den 8 juni 1931.